# 百慕達手躄魚
百慕達手躄魚是輻鰭魚綱鮟鱇目躄魚亞目躄魚科的其中一種，為熱帶海水魚，分布於西大西洋區，包括百慕達群島、海地、波多黎各、巴哈馬及哥倫比亞、委內瑞拉外海海域，棲息深度4-30公尺，體長可達7.6公分，棲息在珊瑚礁區，生活習性不明。

## 扩展阅读
維基物種上的相關：百慕達手躄魚